# Woluwe-Saint-Lambert
Woluwe-Saint-Lambert în franceză sau Sint-Lambrechts-Woluwe în neerlandeză (ambele sunt denumiri oficiale) este una din cele 19 comune din Regiunea Capitalei Bruxelles, Belgia. Este situată în partea de est a aglomerației Bruxelles, și se învecinează cu comunele Evere, Etterbeek, Schaerbeek și Woluwe-Saint-Pierre din Regiunea Capitalei și cu comunele Kraainem și Zaventem situate în Regiunea Flandra. 
Cele două localități ce poartă numele Woluwe (cealaltă este Woluwe-Saint-Pierre), sunt consierate cartiere înstărite ale Bruxelles-ului, rivalizănd cu comuna Uccle. cele două comune își datorează numele râului Woluwe, a cărui vale le traversează. Pentru mult timp abandonat, actualmente valea râului este complet amenajată în promenadă ce leagă diversele parcuri și lacuri amenajate pe cursul acestuia. O altă promenadă urmărește traseul unei vechi căi ferate, ale cărei pasarele și poduri au fost transformate în pistă ciclabilă. 

## Istoric
Prima atestare a localității datează din secolul al XI-lea, când o serie de terenuri împădurite au fost defrișate pentru a face loc terenurilor agricole. Biserica construită aici a fost dedicată sfântului Lambert, un martir din secolul al VII-lea. Parohia depindea de clerul catedralei (capitulul) din Bruxelles. Teritoriul era parte a Ducatului de Brabant și era administrat conform cutumelor feudale. 
Satul a avut foarte mult timp un aspect rural, care însă a atras numeroase familii înstârite încă din secolul al XVI-lea. Urbanizarea puternică a demarat doar în anii 1900 când au fost amenajate cartiere înstârite cu numeroase case caracteristice pentru perioada Belle Epoque, în stil Art Nouveau și Art Deco.

## Personalități născute aici
- Luca Van Assche (n. 2004), tenismen.

## Orașe înfrățite
- Meudon, Franța;
- Celle, Germania;
- M'Bazi, Ruanda;

1. ↑  Totale oppervlakte volgens het Kadasterregister, België, gewesten en provincies (în neerlandeză), Algemene Directie Statistiek[*]